# Tokyo-Ga
Tokyo-Ga – niemiecki film dokumentalny z 1985 roku w reżyserii Wima Wendersa. Poświęcony jest postaci wybitnego japońskiego reżysera, Yasujirō Ozu, oraz poszukiwaniu jego śladów w Tokio 20 lat po jego śmierci. Zawiera m.in. rozmowy ze współpracownikami Ozu – aktorem Chishū Ryū i kamerzystą Yuharu Atsuta. Wenders darzy Ozu szczególnym szacunkiem, przed nakręceniem Tokyo=Ga stwierdził, że Ozu jest dla niego jedynym mistrzem. Film trwa 92 minuty.
Film powstał w czasie odbywającego się w Tokio tygodnia kina niemieckiego w 1983 i kręcony był przez dwa tygodnie. Po zakończeniu zdjęć Wenders rozpoczął pracę nad filmem Paryż, Teksas; montażem Tokio-Ga zajął się dopiero dwa lata później – w 1985 roku.